# I Like to Move It
"I Like to Move It" é uma canção do projeto americano de dance music Reel 2 Real (Erick Morillo), com vocais ragga do rapper de Trinidad e Tobago The Mad Stuntman (Mark Quashie). A canção que foi lançada em 1994, atingiu ótimas colocações nas paradas musicais, ficando na posição 89 na Billboard Hot 100, 5 no Reino Unido e em número 1 na Bélgica, França, Holanda e Zimbábue.
O AllMusic escreveu que "I Like to Move It" de Reel 2 Reel "ainda soa tão quente hoje como quando foi lançado pela primeira vez em 1993. Os sintetizadores e sirenes pulsantes da música fizeram um tremor instantâneo". Larry Flick, da Billboard, observou que "as sensibilidades da batida reggae são tecidas em torno dos teclados de house e rave. O dublê louco brinda com velocidade previsível, cortando o groove bastante espesso com uma borda áspera. Sua energia transforma o que poderia ter sido de volta o registro em um hino estimulante nas horas de pico".
A canção apareceu nos filmes The Master of Disguise e Saving Silverman, além de aparecer no American Dad! no episódio "The Dentist's Wife". A música também foi usada em vários anúncios e no videogame SingStar Dance. Muitas versões da música têm sido usadas com frequência em toda a franquia Madagascar, com muitas delas com letras alteradas ou alteradas para combinar com o enredo de cada filme e o assunto do filme (geralmente substituindo "sexy" por "sassy" (ousado). O primeiro filme utilizou uma versão gravada por Sacha Baron Cohen, o segundo filme utilizou uma versão de will.i.am, e o terceiro filme utilizou uma mixagem com a melodia original "Afro Circus" no número "Afro Circus/I Like to Move It". A parte "I Like to Move It" foi cantada por Baron Cohen no filme, enquanto Danny Jacobs, que faz a voz original de Rei Julien, a cantou na trilha sonora.
A canção foi adaptada para uma versão em espanhol pela dupla dominicana de merengue-house Sandy & Papo, como "Mueve, mueve", em 1995. Em 2010, o cantor e DJ sueco Basshunter sampleou a melodia de "I Like to Move It" no single "Saturday".

## Lista de Faixas

#### CD single
1. "I Like to Move It" (radio edit) – 3:52
2. "I Like to Move It" (more's instrumental) – 3:57

#### CD maxi
1. "I Like to Move It" (radio edit) – 3:52
2. "I Like to Move It" (UK vocal house remix) – 5:47
3. "I Like to Move It" (UK moody house remix) – 5:05
4. "I Like to Move It" (Reel 2 Reel dub) – 4:25